# مرتهن
المُرتهِن هو فرد أو عمل تجاري (متجر رهان) يقدم قروضًا مؤمَّنةً للناس، مع استخدام عناصر الممتلكات الشخصية كضمان. تُسمى العناصر التي يتم رهنها للسمسار بالتعهدات أو المرهونات، أو ببساطة ضمانات. في حين أن العديد من العناصر يمكن رهنها، إلا أن مكاتب الرهان تقبل في العادة المجوهرات والأدوات الموسيقية وأجهزة الصوت المنزلية وأجهزة الكمبيوتر وأنظمة ألعاب الفيديو والقطع النقدية والذهب والفضة والتلفزيونات والكاميرات وأدوات الطاقة والأسلحة النارية وغيرها من العناصر القيّمة نسبيًا كضمان.
إذا رُهن عنصر ما للحصول على قرض، في غضون فترة عَقدٍ معينة، فمن الممكن أن يعيده المرتهن مقابل الحصول على مبلغ القرض الذي أعطاه إياه بدايةً بالإضافة إلى بعض المبلغ المتفق عليه للفائدة. يخضع مقدار الوقت وسعر الفائدة للقانون وسياسات الجهة المرتهنة. إذا لم يُسدد القرض (أو يُمدد إن أمكن) خلال الفترة الزمنية، فسيعرض المرتهن العنصر المرهون للبيع لزبائن آخرين. على عكس المُقرِضين الآخرين، لا يقوم المرتهن بالإبلاغ عن القرض الذي تعثر سداده في تقرير الائتمان الخاص بالعميل، نظرًا إلى أن المقترض يمتلك الحيازة المادية للغرض المرهون ويجوز له استرداد قيمة القرض من خلال البيع المباشر للغرض. يبيع بائع المرهونات العناصر التي اشتراها من الزبائن. بعض محلات الرهونات مستعدة لمقايضة العناصر في المتجر بالعناصر التي جلبها لهم العملاء.

## التاريخ
في الغرب، كان الارتهان موجودًا في الإمبراطوريتين اليونانية والرومانية القديمة. معظم القوانين الغربية المعاصرة في هذا الموضوع مستمدة من الفقه الروماني. وعندما نشرت الإمبراطورية ثقافتها، انتشر مفهوم الارتهان معها. وبالمثل، في الشرق، كان هذا النموذج من الأعمال موجودًا في الصين منذ 1500 عام في الأديرة البوذية بطريقة لا تختلف عن الطريقة الحالية، ويُنظّم عبر العصور بشكل صارمٍ من قبل الإمبراطورية أو غيرها من السلطات.
على الرغم من الحظر المبكر الذي فرضته الكنيسة الكاثوليكية الرومانية على فرض فوائد على القروض، إلا أن هناك بعض الأدلة على أن الفرنسيسكان قد سُمِح لهم بالبدء في هذه الممارسة كوسيلة لمساعدة الفقراء. وصل الارتهان إلى إنكلترا مع وليام الفاتح. في عام 1338، رهن إدوارد الثالث جواهره لجمع الأموال لحربه مع فرنسا. فعل الملك هنري الخامس الشيء ذاته في عام 1415. لم يكن اللومبارديون من الطبقة الشعبية، لذا فقد استهدفهم هنري السابع كثيرًا. في عام 1603، تم إمرار قانون منع السمسرة الذي بقي ساريًا حتى عام 1872. وكان يستهدف العديد من السماسرة المزيفين في لندن. كان من الواضح أن هذا النوع من السمسار يعتبر بمثابة نوع من تجارة المسروقات.
توسط الصليبيون، وبالأخص في فرنسا، في حيازة أراضيهم إلى الأديرة والأبرشية للحصول على أموال لدعم جيوشهم وصنع أطقم الملابس لهم ونقلهم إلى الأرض المقدسة. بدلاً من السداد التام، حصدت الكنيسة كمية معينة من عوائد المحاصيل لفترة معينة من الفصول، والتي يمكن إعادة تبادلها أيضًا بنوع من الأسهم.
يمكن أن يكون الارتهان أيضًا مؤسسة خيرية. في عام 1450، بدأ الراهب الفرنسيسكاني برنابا ماناسي، حركة مونتي دي بيتا في بيروجيا، إيطاليا. والتي قدمت مساعدة مالية على شكل قروض دون فوائد مؤمَّنة بممتلكات يتم رهنها. بدلاً من الفائدة، حث مونتي دي بيتا المقترضين على التبرع للكنيسة. وانتشر هذا المفهوم عبر إيطاليا، ثم إلى أجزاء أخرى من أوروبا. تأسست أول منظمة مونتي دي بيداد في إسبانيا في مدريد، ومن هناك نُقلت الفكرة إلى إسبانيا الجديدة بواسطة بيدرو روميرو دي تيريروس، وكونت سانتا ماريا دي ريغلا، وحامل رتبة فارس قلعة رباح. منظمة مونتي دي بييداد الوطنية هي مؤسسة خيرية ومتجر رهانات يقع مكتبها الرئيسي قبالة زوكالو، أو الساحة الرئيسية في مكسيكو سيتي. تأسست بين عامي 1774 و1777 من قبل بيدرو روميرو دي تيريروس كجزء من حركة لتوفير قروض معفاة من الفائدة أو منخفضة الفائدة للفقراء. اعتُرف بها كمؤسسة خيرية وطنية في عام 1927 من قبل الحكومة المكسيكية. وهي اليوم مؤسسة سريعة النمو تضم أكثر من 152 فرعًا في جميع أنحاء المكسيك ولديها خطط لفتح فرع في كل مدينة مكسيكية.

## نموذج العمل

### تقييم الممتلكات
تبدأ عملية الرهان عندما يجلب الزبون عنصرًا إلى متجر الرهان. تشمل العناصر الشائعة التي رهنها العملاء (أو، في بعض الحالات، باعوها بشكل مباشر) المجوهرات والإلكترونيات والمقتنيات والآلات الموسيقية والأدوات والأسلحة النارية (وفقًا للوائح المحلية). الذهب والفضة والبلاتين هي عناصر شائعة -غالبًا ما تُشترى، حتى لو كانت في شكل مجوهرات مكسورة ذات قيمة قليلة. لا يزال من الممكن بيع المعدن بكميات كبيرة إلى تاجر السبائك أو المصهر بناءً على قيمة ووزن هذه المعادن. وبالمثل، فإن المجوهرات التي تحتوي على أحجار كريمة أصلية، حتى لو كانت تحتوي على قطع مكسورة أو مفقودة، تبقى قيّمة.
يأخذ المُرتهِن احتمالية كون العنصر مسروقًا بنظر الاعتبار. ومع ذلك، تحمي القوانين في العديد من الولايات القضائية المجتمع والوسيط من التعامل مع البضائع المسروقة عن طريق الخطأ. غالبًا ما تتطلب هذه القوانين أن يقوم المرتهِن بتحديد هوية البائع بشكل مؤكد من خلال بطاقة هوية تحمل صورة (مثل إجازة سوق أو وثيقة هوية صادرة عن الحكومة)، بالإضافة إلى فترة احتجاز يتم وضعها على عنصر اشتراه مرتهن (لإتاحة الوقت للسلطات المحلية من أجل إنفاذ قانون تتبّع المواد المسروقة). في بعض الولايات القضائية، يجب على مكاتب الرهان إعطاء قائمة بجميع العناصر التي رُهنت حديثًا وأي رقم تسلسلي مرتبط بها إلى الشرطة، حتى تتمكن الشرطة من تحديد ما إذا كان قد أُبلغ عن سرقة أي من هذه العناصر. تنصح العديد من إدارات الشرطة ضحايا عمليات السطو أو السرقة بزيارة مكاتب الرهان المحلية لمعرفة ما إذا كان بإمكانهم إيجاد ممتلكاتهم المسروقة أم لا. وضعت بعض مكاتب الرهان معايير الفحص الخاصة بها لتجنب شراء الممتلكات المسروقة.
يُقيَّم المرتهن عنصرًا ما على أساس حالته وإمكانية تسويقه من خلال اختبار العنصر وفحصه بحثًا عن عيوب أو خدوش أو أضرار أخرى. الجانب الآخر الذي يؤثر على التسويق هو العرض والطلب على العنصر في المجتمع أو المنطقة. في بعض الأسواق، يكون سوق السلع المستعملة مكتظًا بالمسجلات المستعملة ومسجلات السيارات، على سبيل المثال، لا تقبل بعض مكاتب الرهان إلا الممتلكات ذات الأسماء التجارية المعروفة والجودة العالية. ومن جهة أخرى، قد يرغب الزبون برهن عنصر يصعب بيعه، مثل لوح تزلج في منطقة برية، أو زوج من أحذية الثلج في المناطق الدافئة في الشتاء. ما يدفع مالك الرهونات إلى رفض البنود التي يصعب بيعها أو تقديم سعر منخفض مقابلها. على الرغم من أن بعض العناصر لم يعفُ عليها الزمن أبدًا، مثل المطارق والمناشير اليدوية، إلا أن الإلكترونيات وأجهزة الكمبيوتر سرعان ما تصبح قديمة وغير قابلة للتغيير. يجب أن يطلع مالكو محلات الرهان على طرائق الصنع والموديلات المختلفة لأجهزة الكمبيوتر والبرامج والأجهزة الإلكترونية الأخرى، حتى يتمكنوا من تقييم الأشياء بدقة.
لتقييم قيمة العناصر المختلفة، يستخدم المرتهنون أدلة إرشادية ("كتبًا زرقاء") وفهارس بالإضافة إلى محركات البحث على الإنترنت وخبرتهم الخاصة.